# 400 mètres 4 nages masculin aux Jeux olympiques d'été de 2020
Navigation
Rio 2016 Paris 2024
Le 400 m quatre nages hommes est une épreuve des Jeux Olympiques d'Été 2020 qui a eu lieu entre les 24 et 25 juillet, au Centre olympique national de Tokyo.

## Records
Avant les Jeux olympiques d'été de 2020, les records étaient les suivants.
| Record du monde  | 4:03.84 | Michael Phelps (USA) | 10 août 2008 | Pékin |
| Record olympique | 4:03.84 | Michael Phelps (USA) | 10 août 2008 | Pékin |

## Programme
Heure locale (UTC+9)
| Date       | Heure | Tour   |
| ---------- | ----- | ------ |
| 24 juillet | 19:02 | Séries |
| 25 juillet | 10:30 | Finale |

## Résultats

### Eliminatoires
| Rang | Série | Ligne | Nom                   | Nationalité      | Temps   | Remarques |
| ---- | ----- | ----- | --------------------- | ---------------- | ------- | --------- |
| 1    | 4     | 6     | Brendon Smith         | Australie        | 4:09.26 | Q, OC, NR |
| 2    | 3     | 3     | Lewis Clareburt       | Nouvelle-Zélande | 4:09.49 | Q, NR     |
| 3    | 3     | 4     | Chase Kalisz          | États-Unis       | 4:09.65 | Q         |
| 4    | 3     | 5     | Dávid Verrasztó       | Hongrie          | 4:09.80 | Q         |
| 5    | 4     | 2     | Alberto Razzetti      | Italie           | 4:09.91 | Q         |
| 6    | 4     | 5     | Jay Litherland        | États-Unis       | 4:09.91 | Q         |
| 7    | 4     | 3     | Léon Marchand         | France           | 4:10.09 | Q         |
| 8    | 3     | 6     | Max Litchfield        | Grande-Bretagne  | 4:10.20 | Q         |
| 9    | 4     | 4     | Daiya Seto            | Japon            | 4:10.52 |           |
| 10   | 4     | 7     | Wang Shun             | Chine            | 4:10.63 |           |
| 11   | 3     | 2     | Yuki Ikari            | Japon            | 4:12.08 |           |
| 12   | 4     | 1     | Jacob Heidtmann       | Allemagne        | 4:12.09 |           |
| 13   | 3     | 1     | Péter Bernek          | Hongrie          | 4:12.38 |           |
| 14   | 3     | 7     | Apóstolos Papastámos  | Grèce            | 4:12.50 |           |
| 15   | 2     | 4     | Joan Lluís Pons       | Espagne          | 4:12.67 |           |
| 16   | 2     | 6     | Se-Bom Lee            | Australie        | 4:15.76 |           |
| 17   | 2     | 5     | Arjan Knipping        | Pays-Bas         | 4:15.83 |           |
| 18   | 2     | 2     | Maxim Stupin          | ROC              | 4:16.21 |           |
| 19   | 4     | 8     | Pier Andrea Matteazzi | Italie           | 4:16.31 |           |
| 20   | 1     | 5     | José Paulo Lopes      | Portugal         | 4:16.52 |           |
| 21   | 3     | 8     | Brodie Williams       | Grande-Bretagne  | 4:17.27 |           |
| 22   | 2     | 8     | Jarod Arroyo          | Porto Rico       | 4:17.46 |           |
| 23   | 2     | 7     | Richard Nagy          | Slovaquie        | 4:18.29 |           |
| 24   | 1     | 4     | Tomas Peribonio       | Équateur         | 4:18.73 |           |
| 25   | 2     | 1     | Wang Hsing-hao        | Taipei chinois   | 4:19.06 |           |
| 26   | 2     | 3     | Maksym Shemberev      | Azerbaïdjan      | 4:19.40 |           |
| 27   | 1     | 3     | Ron Polonsky          | Israël           | 4:21.50 |           |
| 28   | 1     | 6     | Christoph Meier       | Liechtenstein    | 4:25.17 |           |
| 29   | 1     | 2     | Luis Vega             | Cuba             | 4:27.65 |           |

### Finale
| Rang                                | Ligne | Nom              | Nationalité      | Temps   |
| ----------------------------------- | ----- | ---------------- | ---------------- | ------- |
| Médaille d'or, Jeux olympiques      | 3     | Chase Kalisz     | États-Unis       | 4:09.42 |
| Médaille d'argent, Jeux olympiques  | 7     | Jay Litherland   | États-Unis       | 4:10.28 |
| Médaille de bronze, Jeux olympiques | 4     | Brendon Smith    | Australie        | 4:10.38 |
| 4                                   | 6     | Dávid Verrasztó  | Hongrie          | 4:10.59 |
| 4                                   | 8     | Max Litchfield   | Grande-Bretagne  | 4:10.59 |
| 6                                   | 1     | Léon Marchand    | France           | 4:11.16 |
| 7                                   | 5     | Lewis Clareburt  | Nouvelle-Zélande | 4:11.22 |
| 8                                   | 2     | Alberto Razzetti | Italie           | 4:11.32 |